# ふらんす物語
『ふらんす物語』（ふらんすものがたり）は、永井荷風の短編小説集である。

## 概要
著者の永井荷風が1907年から1908年にかけてフランス遊学した際の経験を元に執筆された1909年の作品。後に3月25日、風俗を乱すとして発禁処分となり、1915年に世に出された。
この発禁は、文中の政府批判や文化論が問題視されたとみられる。
同作は、その中で作者の享楽的思考と耽美的感情を描いていたため、エキゾチシズムが自然主義中心の文壇に対して新風を吹き込んだと評されている。
同作は「船と車」「ローン河のほとり」「秋のちまた」「蛇つかい」「晩餐」「祭の夜がたり」「霧の夜」「おもかげ」「再会」「ひとり旅」「雲」「巴里のわかれ」「黄昏の地中海」「ポートセット」「新嘉坡の数時間」「西班牙料理」「橡の落葉」「橡の落葉の序」「墓詣」「休茶屋」「裸美人」「恋人」「夜半の舞蹈」「美味」「ひるすぎ」「舞姫」などの話から成り立っている。

## あらすじ
アメリカ生活を送ったのちにフランス渡航を行った青年・永井荷風はアメリカ人の眼でヨーロッパを観察し、その独特な視野から西洋文化の伝統と風土の調和を看破した。「自分」という一人称で、パリへ向かう汽車の車窓から見える景色を描き、出がけに一輪のバラの花を手渡してくれた宿屋の内儀との、何げない一期一会に感傷を吐露する。この作品は、それらのような知見をもとに永井荷風が小品集として著したものである。

## 現行版
- 『ふらんす物語』川本皓嗣解説、岩波文庫、改版2002年11月
- 『ふらんす物語』中村光夫解説、新潮文庫、改版2003年10月